# 대한민국 민법 제622조
대한민국 민법 제622조는 건물등기있는 차지권의 대항력에 대한 민법조문이다.

## 조문
제622조 (건물등기있는 차지권의 대항력) ①건물의 소유를 목적으로 한 토지임대차는 이를 등기하지 아니한 경우에도 임차인이 그 지상건물을 등기한 때에는 제삼자에 대하여 임대차의 효력이 생긴다.

②건물이 임대차기간 만료전에 멸실 또는 후폐한 때에는 전항의 효력을 잃는다.

第622條(建物登記있는 借地權의 對抗力) ① 建物의 所有를 目的으로 한 土地賃貸借는 이를 登記하지 아니한 境遇에도 賃借人이 그 地上建物을 登記한 때에는 第三者에 對하여 賃貸借의 效力이 생긴다.
②建物이 賃貸借期間滿了前에 滅失 또는 朽廢한 때에는 前項의 效力을 잃는다.

## 판례

### 대법원 판례
- 민법 제622조 제1항의 규정은 그 차지상에 임차인이 소유하는 건물의 등기라고 볼만한 등기가 있으면 임차인은 그 차지권을 가지고 제3자에게 대항할 수 있다는 것으로서 건물등기의 지번이 반드시 토지등기의 지번과 일치할 것을 요구하고 있다고는 해석되지 아니하므로 설사 그 표시가 다르다 하더라도 그 지상건물이 등기부상의 건물표시와 사회통념상 동일성이 있고 그것이 임차한 토지위에 건립되어 있어서 쉽게 경정등기를 할 수 있는 경우라면 경정등기 전이라 하더라도 동조 소정의 대항력을 갖추었다고 보아야 한다.[1]

- 갑이 대지와 건물의 소유자였던 을로부터 이를 임차하였는데 그 후 갑이 그 건물을 강제경매절차에서 경락받아 그 대지에 관한 위 임차권은 등기하지 아니한 채 그 건물에 관하여 갑 명의의 소유권이전등기를 경료하였다면, 갑과 을 사이에 체결된 대지에 관한 임대차계약은 건물의 소유를 목적으로 한 토지임대차계약이 아님이 명백하므로, 그 대지에 관한 갑의 임차권은 민법 제622조에 따른 대항력을 갖추지 못하였다[2]

- 민법 제622조 제1항은 임차인으로부터 건물의 소유권과 함께 건물의 소유를 목적으로 한 토지의 임차권을 취득한 사람이 토지의 임대인에 대한 관계에서 임차권의 양도에 관한 그의 동의가 없어도 임차권의 취득을 대항할 수 있다는 것이 아니다[3].

- 본조는 건물을 소유하는 토지임차인의 보호를 위하여 건물의 등기로써 토지임대차 등기에 갈음하는 효력을 부여하는 것일 뿐이므로 임차인이 그 지상건물을 등기하기 전에 제3자가 그 토지에 관하여 물권취득의 등기를 한 때에는 임차인이 그 지상건물을 등기하더라도 그 제3자에 대하여 임대차의 효력이 생기지 아니한다.[4]

- 민법 제622조는 건물을 소유하는 토지임차인의 보호를 위하여 건물의 등기로써 토지임대차 등기에 갈음하는 효력을 부여하는 것일 뿐이므로 임차인이 그 지상건물을 등기하기 전에 제3자가 그 토지에 관하여 물권취득의 등기를 한 때에는 임차인이 그 지상건물을 등기하더라도 그 제3자에 대하여 임대차의 효력이 생기지 않는다는 것이다[5].

### 하급심 판례
- 피고는, 이 사건 토지의 원래 소유자인 정**과 피고 사이에 이 사건 건물의 소유를 목적으로 하는 위 토지의 임대차 계약이 이루어졌고, 피고가 2007. 2. 14. 위 건물에 관한 소유권보존등기를 마쳤으므로 민법 제622조 제1항에 의하여 위 임대차는 원고에 대하여 효력이 있다고 항변한다. 살피건대, 민법 제622조 제1항은 건물을 소유하는 토지 임차인의 보호를 위하여 건물의 등기로써 토지 임대차 등기에 갈음하는 효력을 부여하는 것일 뿐이므로 임차인이 그 지상건물을 등기하기 전에 제3자가 그 토지에 관하여 물권취득의 등기를 한 때에는 임차인이 그 지상건물을 등기하더라도 그 제3자에 대하여 임대차의 효력이 생기지 아니하고(대법원 2003. 2. 28. 선고 2000다65802․65819 판결 참조), ---에 의하면, 피고의 이 사건 건물에 관한 소유권보존등기 전인 2004. 4. 21. 및 2005. 9. 15. 각 이 사건 토지에 관한 근저당권설정등기가 마쳐졌으며, 2005. 9. 15.자 근저당권에 기하여 신청된 위 임의경매를 통해 원고가 이 사건 토지의 소유권을 취득한 사실을 인정할 수 있는바, 위 법리 및 인정사실에 비추어 보면, 피고가 2007. 2. 14. 토지 임차인으로서 이 사건 건물의 소유권보존등기를 하였더라도 원고에 대하여 그 토지 임대차의 효력이 생기지 아니한다고 할 것이어서, 위 항변은 나머지 점에 관하여 살필 필요 없이 이유 없다.[6]

- 피고 서**는 1999.경 이 사건 토지의 전 소유자인 서**에게 50,000,000원을 빌려주었다가 받지 못해 이 사건 토지에 관하여 위 50,000,000원을 임대차보증금으로 하는 임대차계약을 체결한 후 이 사건 건물을 신축해 소유권보존등기를 마쳤고, 위 소유권보존등기로 인해 민법 제622조에 따라 이 사건 토지 임차권에 기한 대항력을 취득하여 그 후 이 사건 토지의 소유권을 취득한 원고에게 대항할 수 있으므로 원고의 위 각 청구에 응할 수 없다고 주장한다. 그러므로 먼저 피고 서**가 위 서**와 이 사건 이 사건 토지에 관하여 건물 소유를 목적으로 하는 임대차계약을 체결하였는지 여부에 관하여 보건대, ---이를 인정하기에 부족하며, 달리 이를 인정할 증거가 없다. 그 뿐만 아니라 설령 위 주장과 같은 임대차계약이 있었고 이 사건 건물에 관한 소유권보존등기를 마침으로써 피고 서**가 이 사건 토지의 임대차에 기한 대항력을 취득하였다 하더라도, 원고는 위 소유권보존등기가 마쳐지기 전인 1999. 9. 10. 설정된 서**의 근저당권의 실행으로 개시된 부동산임의경매절차에서 이 사건 토지를 낙찰받았음은 앞서 보았으므로, 위 낙찰로 인하여 선순위인 위 근저당권이 소멸함으로 인해 그보다 후순위인 위 임차권도 대항력을 상실한다 할 것이고, 따라서, 피고 서**는 위 임의경매절차에서 소유권을 취득한 원고에게 위 임차권에 기하여 대항할 수도 없어 피고 서**의 위 주장은 어느 모로 보나 이유 없다[7]

## 같이 보기
- 지상물매수청구권